# Göran Eliasson
Göran Eliasson, född 28 juni 1958, är svensk operasångare (tenor) samt konstnärlig ledare och musikproducent.

## Biografi
Eliasson är utbildad vid Operahögskolan i Stockholm där han tog examen 1995. Han har bland annat sjungit roller som Albert i Janáčeks Fallet Makropoulos, Tamino i Mozarts Trollflöjten, Alva i Alban Bergs Lulu och Don Ottavio i Mozarts Don Giovanni. 
Han har sjungit på bland annat Kungliga Operan i Stockholm, festivalen i Aix-en-Provence, operan i Köln, Göteborgsoperan, Folkoperan och Norrlandsoperan. Till de dirigenter han framträtt med hör Simon Rattle, Antonio Pappano och Vladimir Jurowski.
Eliasson har medverkat vid inspelningen av album som Schnittkes Symfoni nr 2 och Johann Gottlieb Naumanns Gustav Wasa.

## Agentur
Sedan 2008 bedrev Göran Eliasson operaagenturen Eliasson Artists Stockholm. Bland agenturens artister märks hustrun Anna Larsson och Lars Cleveman.

## Priser och utmärkelser
- H.M. Konungens medalj i guld av 8:e storleken (2019) för framstående insatser inom svenskt musikliv.[1]
- Jussi Björlingstipendiet (2017).[2]

## Teater

### Roller
| År   | Roll          | Produktion                                                               | Regi         | Teater                             |
| ---- | ------------- | ------------------------------------------------------------------------ | ------------ | ---------------------------------- |
| 1998 | Mackie Kniven | Tolvskillingsoperan (Die Dreigroschenoper) Bertolt Brecht och Kurt Weill | Åke Sandgren | Norrlandsoperan/ Ögonblicksteatern |